# Août 1822

## Événements
- 5 - 8 août (26-28 juillet du calendrier julien) : victoire des insurgés grecs à la bataille des Dervénakia[1].
- 9 août : Charles de Rémusat entreprend son premier voyage.
- 12 août : François-René de Chateaubriand est nommé plénipotentiaire pour la France au congrès de Vérone.
- 13 août (1er août du calendrier julien) : interdiction de toutes les sociétés secrètes et des loges maçonniques[2].
- 17 août, France : Jean-Baptiste de Villèle est fait comte par le roi.
- 27 août : ordonnance nommant représentant de la France à la conférence de Vérone sur l'Espagne Mathieu de Montmorency accompagné de Chateaubriand, et de MM. De Caraman et La Ferronnays.

## Naissances
- 5 août : Francesco Saverio Altamura, peintre italien († 5 janvier 1896).
- 9 août : John Jenner Weir (mort en 1894), fonctionnaire britannique, entomologiste et ornithologue amateur.
- 15 août : Henry Sumner Maine (mort en 1888), juriste et anthropologue britannique.
- 22 août : Édouard Fiers, sculpteur belge († 22 décembre 1894).
- 24 août : Arthur Forgeais (mort en 1878), archéologue, sigillographe et numismate français.

## Décès
- 13 août : Jean-Robert Argand (né en 1768), mathématicien suisse.
- 19 août : Jean-Baptiste Joseph Delambre (né en 1749), astronome et mathématicien français.
- 25 août : William Herschel (né en 1738), compositeur et astronome germano-britannique.